# (22290) 1989 AO
(22290) 1989 AO est un astéroïde de la ceinture principale d'astéroïdes découvert en 1989.

## Description
(22290) 1989 AO a été découvert le 2 janvier 1989 à l'observatoire Palomar, situé au nord de San Diego en Californie, par Eleanor Francis Helin.

### Caractéristiques orbitales
L'orbite de cet astéroïde est caractérisée par un demi-grand axe de 2,48 UA, un périhélie de 1,88 UA, une excentricité de 0,24 et une inclinaison de 15,47° par rapport à l'écliptique. Du fait de ces caractéristiques, à savoir un demi-grand axe compris entre 2 et 3,2 UA et un périhélie supérieur à 1,666 UA, il est classé, selon la JPL Small-Body Database, comme objet de la ceinture principale d'astéroïdes.

### Caractéristiques physiques
(22290) 1989 AO a une magnitude absolue (H) de 14,4 et un albédo estimé à 0,083.